# 国立高等精密機械学校
国立高等精密機械学校（別訳: 国立高等精密機械工学大学院大学、École nationale supérieure de mécanique et des microtechniques、ENSMM）は、フランスの理工系グランゼコール。所在地はブザンソン。
フランシュ・コンテ大学が1902年に設立した時間計測学研究所（Laboratoire de Chronométrie）を起源とし、ロボット工学やマイクロメカニカルデバイスに強みを持つ。
東京電機大学と交換留学協定を結んでいる。